# Auguste du Vergier de La Rochejaquelein

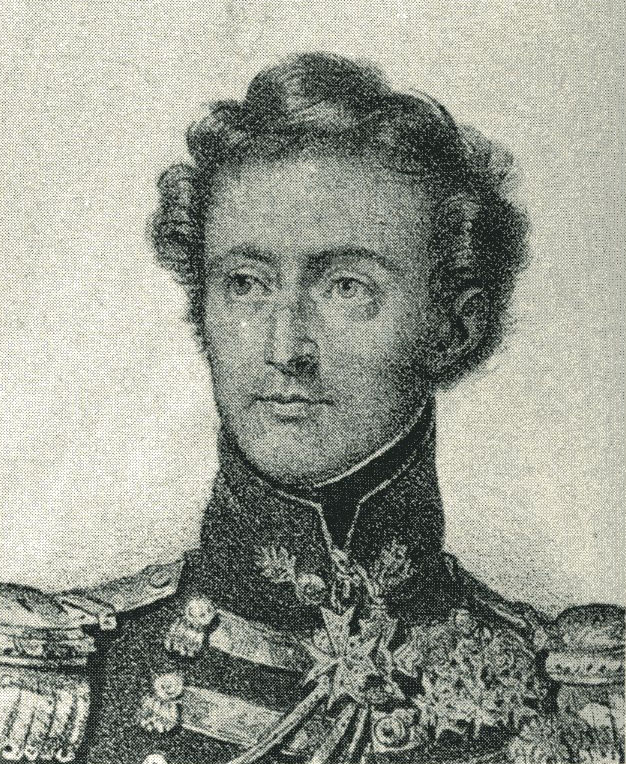
Auguste du Vergier de La Rochejaquelein.

Auguste du Vergier, greve de La Rochejaquelein, född den 17 april 1784, död den 21 november 1868, var en fransk ädling, bror till Henri och Louis du Vergier de La Rochejaquelein.
de La Rochejaquelein blev 1809 officer i Napoleons armé, kämpade 1815 i Vendée vid sin bror Louis sida och utnämndes 1818 till maréchal de camp, men förlorade 1832 sin ställning i det offentliga livet genom att understödja hertiginnans av Berry upprorsförsök i Vendée.